# Дни и ночи Молли Додд
«Дни и ночи Молли Додд» (англ. The Days and Nights of Molly Dodd) — американский телевизионный сериал, созданный Джеем Тарсесом с Блэр Браун в главной роли. В центре сюжета находилась Молли Додд, разведённая женщина из Нью-Йорка, которую можно охарактеризовать как яппи. Сюжет разворачивался вокруг постоянных смен работ и отношений с мужчинами и иногда с женщинами.
«Дни и ночи Молли Додд» стартовал летом 1987 года на NBC и вскоре оказался любим критиками за свою новизну в демонстрации на телевидении сложной женщины за 30 лет без мужа и детей, что резко контрастировало с другими шоу тех лет. Основным прорывом сериала считается съёмка его одной камерой и без закадрового смеха, формат, который не был распространён на телевидении вплоть до середины 2000-х годов, а также совмещение комедии и драмы в рамках хронометража ситкома и развитие сюжетных линий не на один, а на несколько эпизодов. Первый сезон нашёл умеренный рейтинговый успех в линейке Must See TV и затем NBC дал шоу второй сезон, также показанный  в качестве летней замены. Канал в итоге закрыл шоу, не показав последний эпизод второго сезона, однако вскоре кабельная сеть Lifetime решила возродить проект и в итоге произвела ещё три сезона. Финал был показан в 1991 году, также получая похвалу от критиков.
За период своей пятилетней трансляции сериал 11 раз выдвигался на премию «Эмми», в том числе и 5 раз в категории «Лучшая актриса в комедийном телесериале». Также сериал был отмечен премией Гильдии сценаристов США.